# Bosnie-Herzégovine aux Jeux paralympiques d'hiver de 2022
La Bosnie-Herzégovine participe aux Jeux paralympiques d'hiver de 2022 à Pékin en Chine du 4 au 13 mars 2022. Il s'agit de sa quatrième participation à des Jeux d'hiver.
La délégation est composée six membres dont deux skieurs alpins accompagnés par leurs entraîneurs Nijaz Memić et Lejla Dedović, ainsi que le docteur Mirsad Muftić et la chef de mission Amel Kapo.

## Compétition

### Ski alpin
Ce sera les troisièmes jeux pour Ilma Kazazić (LW3) qui participe aux épreuves de slalom et slalom géant en ski debout. Elle a reçu un diagnostic de paralysie cérébrale à l'âge de trois ans et un nerf de son genou a également été endommagé de façon permanente lors de son accouchement à la naissance. Elle travaille comme développeur de logiciels dans une société informatiques basée à Sarajevo. Lors de la Coupe du monde 2019 en Slovénie, elle a remporté la huitième place.
Elle sera accompagnée de Jovica Goreta (LW4); ce dernier a servi comme démineur après la guerre de Bosnie et lors de son travail sur la montagne Jahorina en 2000, il a été blessé et a dû être amputé de sa jambe gauche sous le genou. Il a remporté la cinquième place en slalom et slalom géant aux championnats nationaux en République tchèque en 2019, ainsi que la neuvième place aux championnats nationaux en Autriche en 2020.